# Elzach
Elzach – miasto w Niemczech, w kraju związkowym Badenia-Wirtembergia, w rejencji Fryburg, w regionie Südlicher Oberrhein, w powiecie Emmendingen, siedziba związku gmin Elzach. Leży w Schwarzwaldzie, nad Wilde Gutach, ok. 18 km na północny wschód od Emmendingen, przy drodze krajowej B294.

## Współpraca
Miejscowości partnerskie:
- Demre, Turcja
- Telfs, Austria
- Villé, Francja
- Worthing, Wielka Brytania